# Dibër (prefeitura)
Dibër (em albanês:  Qarku i Dibrës) é uma prefeitura da Albânia. Sua capital é a cidade de Peshkopi.

## Distritos e municipalidades
A prefeitura de Dibër está divida administrativamente em três distritos, que por sua vez se subdividem em 35 municipalidades, sendo 4 municípios (em albanês:  bashkia, indicados com (*) na lista abaixo) e 31 comunas (em albanês:  komuna):

### Bulqizë
| - Bulqizë* - Fushë-Bulqizë | - Gjoricë - Martanesh | - Ostren - Shupenzë | - Trebisht - Zerqan |

### Dibër
| - Arras - Fushë-Çidhën - Fushë-Muhurr - Kala e Dodës | - Kastriot - Lurë - Luzni - Maqellarë | - Melan - Peshkopi* - Qendër Tomin - Selishtë | - Sllovë - Zall-Dardhë - Zall-Reç |

### Mat
| - Baz - Burrel* - Derjan | - Gurrë - Klos* - Komsi | - Lis - Macukull - Rukaj | - Suç - Ulëz - Xibër |